# Skellefteälven

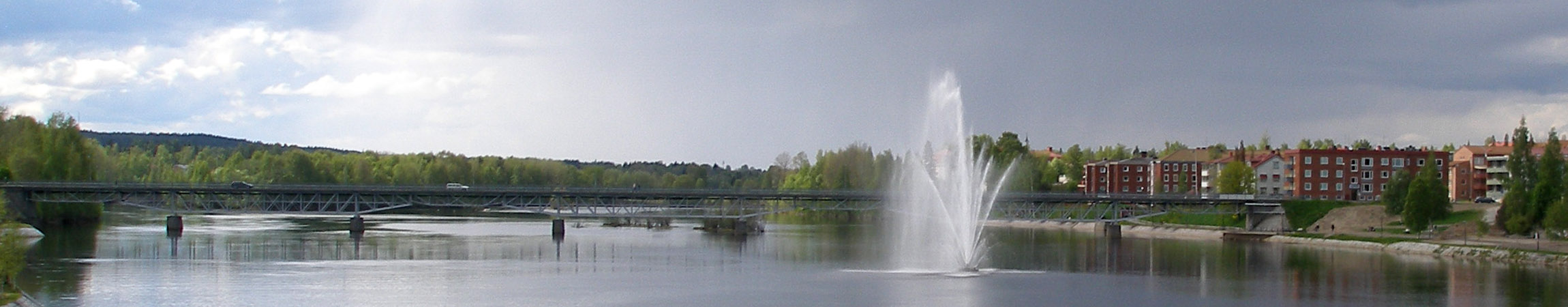
Parkbron i Skellefteå leder över älven

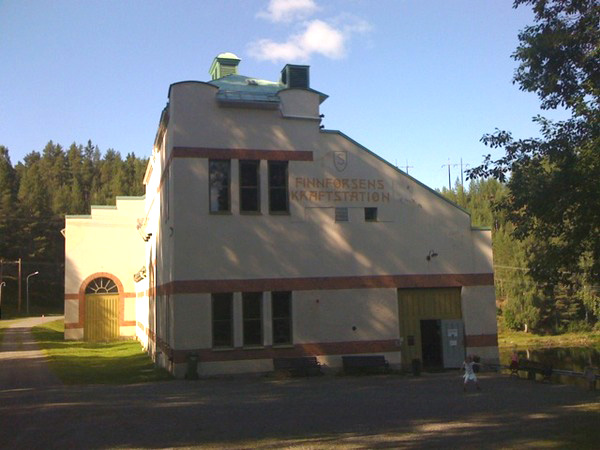
Det första kraftverket byggdes 1906 i Finnfors.

Skellefteälven, Skellefte älv eller Skelletelva (pites. Seldutiedno, umes. Syöldateiednuo) är en av de stora norrlandsälvarna i Sverige, ca 410 km lång totalt. Avrinningsområdet är 11 731 km² och har ett flöde vid mynningen i Bottenviken på 162,5 m³/s. Den rinner upp i Ikesjaure, Arjeplogs kommun i västra Lappland, och avvattnar de tre stora sjöarna Hornavan, Uddjaur och Storavan, strax nedströms den sistnämnda har älven ett flöde av 107 m³/s vid Slagnäs. Nära älvens mynning i havet ligger staden Skellefteå.

## Biflöden
Biflöden räknat medströms:
- Malån
- Petikån
- Finnforsån
- Bjurån
- Klintforsån

## Kulturmiljö
Under 1300-talet ansågs Skellefteälven som gräns för Hälsingelagens inflytande. I praktiken stod allt land norr om Skellefteälven utanför kontroll av samtliga kungadömen i närområdet. De enda som kunde utöva någon form av inflytande i området var republiken Novgorod, men inte heller de kunde utöva kontroll. Befolkningen i nuvarande norra Norrland styrde mer eller mindre sig själva, vilket gjorde det möjligt för lokala eliter som birkarlarna att utvecklas.

## Friluftsliv

### Fiske
I Skellefte älv går det att fiska bland annat lax, öring, gös, gädda och abborre.

## Kraftverk i Skellefteälven
Skellefteälven hyser ett flertal vattenkraftverk, av vilka de flesta ägs av Skellefteå Kraft AB. Sammanlagd effekt är ca 1 GW och årlig normalproduktion 4 241 GWh. 
| Kraftverk   | Startår              | Normal årsprod. (GWh) | Max. effekt (MW) | Fallhöjd (m) | Ägare                                    | position                                      |
| ----------- | -------------------- | --------------------- | ---------------- | ------------ | ---------------------------------------- | --------------------------------------------- |
| Ringsele    | 1986                 | 4,3                   | 0,85             | 29           | Skellefteå Kraft                         | 66°26′23″N 16°50′02″Ö / 66.43968°N 16.83390°Ö |
| Sädva       | 1985                 | 119                   | 31               | 51           | Skellefteå Kraft                         | 66°26′22″N 16°50′01″Ö / 66.4395°N 16.8337°Ö   |
| Rebnis      | 1974                 | 142                   | 64               | 88           | Skellefteå Kraft                         | 66°24′03″N 17°19′41″Ö / 66.4008°N 17.3280°Ö   |
| Sälla       | 1920                 | 1,2                   | 0,15             | -            | Arjeplogs Allmänningars Skogsförvaltning | 66°04′00″N 17°48′27″Ö / 66.06672°N 17.80758°Ö |
| Bergnäs     | 1989                 | 30                    | 8                | 06           | Skellefteå Kraft                         | 65°40′39″N 18°06′51″Ö / 65.6776°N 18.1141°Ö   |
| Slagnäs     | 1989 (äv. 1936-1952) | 32                    | 7                | 05           | Skellefteå Kraft                         | 65°35′19″N 18°10′52″Ö / 65.5885°N 18.1812°Ö   |
| Bastusel    | 1969                 | 549                   | 107              | 77           | Vattenfall AB                            | 65°24′11″N 18°40′20″Ö / 65.4031°N 18.6723°Ö   |
| Grytfors    | 1966                 | 189                   | 31               | 22,5         | Skellefteå Kraft                         | 65°17′06″N 19°10′07″Ö / 65.28506°N 19.16870°Ö |
| Gallejaur   | 1964                 | 700                   | 219              | 80           | Vattenfall AB                            | 65°07′38″N 19°28′00″Ö / 65.12714°N 19.46665°Ö |
| Vargfors    | 1961                 | 440                   | 122              | -            | Vattenfall AB                            | 65°01′17″N 19°41′12″Ö / 65.02145°N 19.68668°Ö |
| Rengård     | 1970                 | 203                   | 36               | 19,5         | Skellefteå Kraft                         | 64°49′55″N 20°13′30″Ö / 64.83197°N 20.22507°Ö |
| Båtfors     | 1961                 | 188                   | 48,6             | 16,9         | Skellefteå Kraft                         | 64°55′54″N 20°01′19″Ö / 64.93176°N 20.02204°Ö |
| Finnfors    | 1906                 | 237                   | 54               | 20,5         | Skellefteå Kraft                         | 64°47′30″N 20°20′06″Ö / 64.79176°N 20.33505°Ö |
| Granfors    | 1948                 | 207                   | 40               | 18,5         | Skellefteå Kraft                         | 64°46′46″N 20°24′56″Ö / 64.77948°N 20.41557°Ö |
| Krångfors   | 1928                 | 350                   | 62               | 30           | Skellefteå Kraft                         | 64°45′18″N 20°29′22″Ö / 64.75505°N 20.48948°Ö |
| Selsfors    | 1941                 | 265                   | 61               | 22           | Skellefteå Kraft                         | 64°44′29″N 20°37′57″Ö / 64.74146°N 20.63252°Ö |
| Kvistforsen | 1962                 | 600                   | 140              | 50           | Statkraft Sverige AB                     | 64°44′41″N 20°51′45″Ö / 64.74468°N 20.86256°Ö |

De fem största sjöarna bildar fyra regleringsmagasin: Sädvajaure (605 milj m3), Rebnisjaure (740 milj m3), Hornavan (753 milj m3) och Storavan-Uddjaur (778 milj m3).